# Związek Ukraińców w Polsce
Związek Ukraińców w Polsce – ukraińska organizacja społeczna, zrzeszająca Ukraińców mieszkających w Polsce.
Organizacja powstała w 1990. Jest następcą prawnym Ukraińskiego Towarzystwa Społeczno-Kulturalnego, powstałego w 1956.

## Cele organizacji
- działanie na rzecz zachowania tożsamości kulturalnej społeczności ukraińskiej w Polsce
- rozwój dobrosąsiedzkich kontaktów i współpracy pomiędzy Polską a Ukrainą.

## Działalność
W 1995 Rada Główna Związku Ukraińców w Polsce złożyła do Sejmu projekt ustawy przyznający członkom Ukraińskiej Powstańczej Armii, którzy byli więzieni w czasach stalinowskich, uprawnienia kombatanckie. W projekcie ZUwP postulował również, aby państwo polskie wypłaciło odszkodowania ofiarom Akcji „Wisła”.

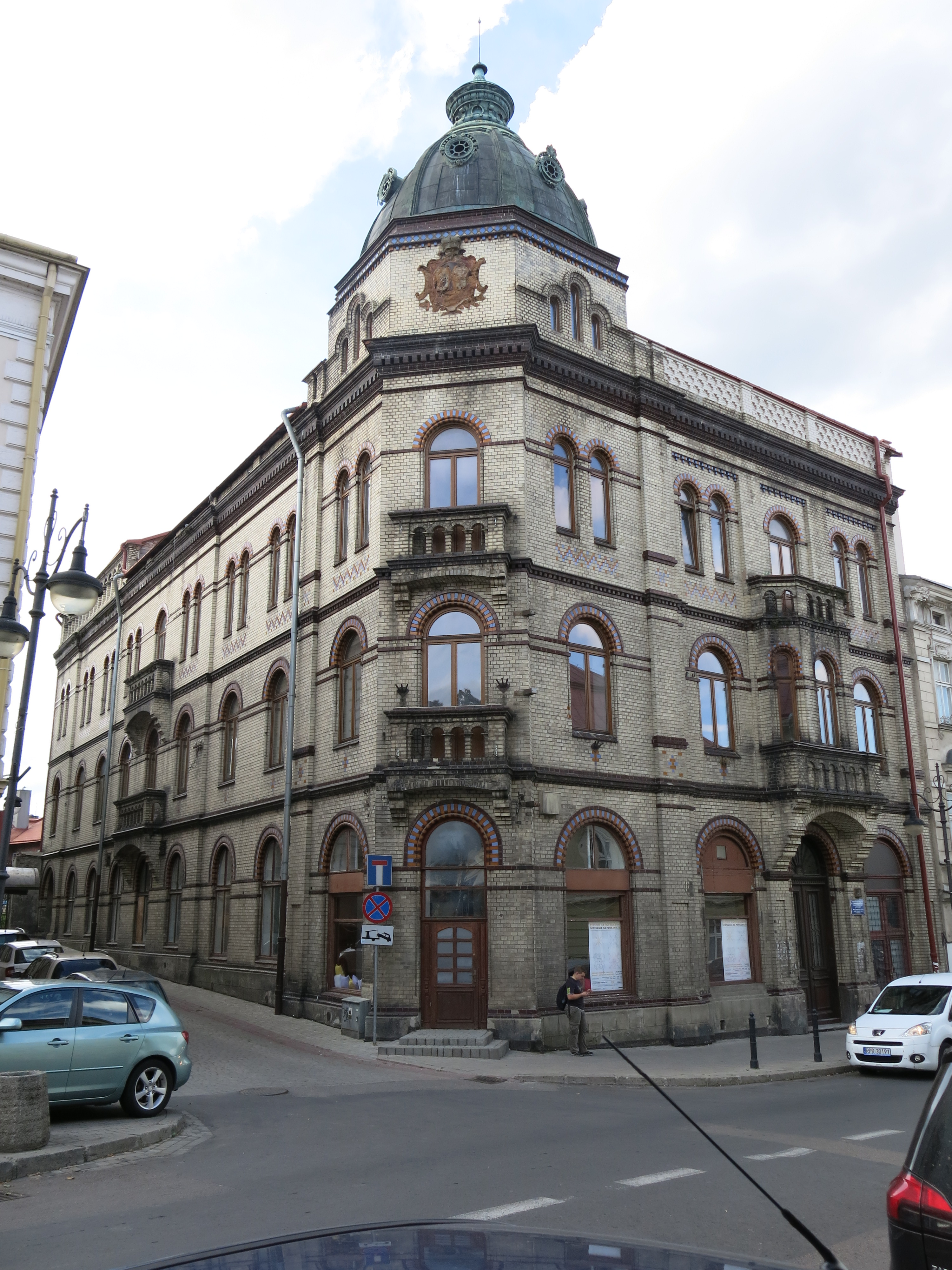
Narodnyj Dim w Przemyślu

25 stycznia 1995 w Komisji Mniejszości Narodowych i Etnicznych Sejmu oraz ROPWiM zawarła porozumienie o współpracy ze Związkiem Ukraińców w Polsce, określając kryteria upamiętnienia Ukraińców. W uchwale uzgodniono, że miejsca pamięci powinny być związane z faktycznym miejscem pochówku, a napisy na płytach i pomnikach muszą być dwujęzyczne i nie mogą godzić w uczucia Polaków. Inicjatywę poparli wszyscy obecni, w tym przedstawiciele Związku Ukraińców w Polsce. 
W 2007 delegacja ZUwP wystąpiła do Instytutu Pamięci Narodowej, by ten uznał „polskie zbrodnie, jakich Polacy dopuszczali się przez lata na narodzie ukraińskim”. Według Jana Żaryna IPN nie przyjął jednak tego wniosku twierdząc, iż stanowił on „narzucanie własnej wersji historii”.
W wyniku działań Związku radni przemyscy podjęli decyzję o zamianie budynku Domu Ludowego w Przemyślu na budynek Klubu Garnizonowego, będącego dotychczas własnością Skarbu Państwa, w związku z jego późniejszym przekazaniem Związkowi Ukraińców w Polsce. 21 marca 2011 r. budynek Domu Ukraińskiego w Przemyślu zwrócono społeczności ukraińskiej – Związek Ukraińców w Polsce odkupił nieruchomość od Skarbu Państwa za symboliczną kwotę – 1% wartości budynku. VI zjazd Związku zwrócił się również do władz Lwowa z poparciem postulatów społeczności polskiej w tym mieście w sprawie przekazania na jej potrzeby odpowiedniego budynku, o który wspólnota ta bezskutecznie zabiega od wielu lat.

## Stowarzyszenie Ukraińców Więźniów Politycznych Okresu Stalinowskiego
Stowarzyszenie Ukraińców-Więźniów Politycznych Okresu Stalinowskiego (Spiłka Ukrajinciw-Politwjazniw Stalinśkoho Periodu) – jedna z organizacji działających od 1990 w strukturach Związku Ukraińców w Polsce. Siedzibą organizacji jest Koszalin. Przewodniczącym stowarzyszenia jest Józef Myca.

## Zarząd
- Mirosław Skórka – prezes związku (od 2021 r.)[7]
- Andrzej Komar – wiceprezes zarządu głównego
- Mirosław Kupicz – sekretarz zarządu głównego
- Roman Biłas
- Stefania Łajkosz
- Katarzyna Polewczak